# 微积分学
微積分學也称為微分积分学，主要包括微分學和積分學两个部分，是研究極限、微分、積分和無窮級數等的一個數學分支。本質上，微積分學是一門研究连续變化的學問。
微積分學在科學、商學和工程學領域皆有廣泛的應用，並成為了現代大學教育的重要组成部分，用於有效解决一些僅以代數學和幾何學無法處理的問題。
微積分學於代數學和幾何學的基礎上建立，其中微分是指函數的局部變化率的一種線性描述，包括求導數和其運算，即一套關於變化率的理論。它使得函數、速度、加速度和斜率等均可用一套通用的符號進行演繹；積分是微積分學與數學分析裡的一個核心概念，包括求積分的運算，為定義和計算長度、面積、體積等提供一套通用的方法。
微積分基本定理指出，微分和不定積分互為逆運算，這也是兩種理論被統一成微積分學的原因。
歷史上，微積分曾被称作無窮小演算。直至现今，在更深層次的數學領域中，高等微積分学通常被稱為分析學，並被定義為研究函數的科學，是高等數學的主要分支之一。相应的，微積分學又稱為初等數學分析。

## 漢語語源
微分與積分的現代用法，源於李善蘭和偉烈亞力的《代微積拾級》(1859年，上海，共18卷)一書，在譯著中，李善蘭解釋了為甚麼使用微分一詞：「凡線、面、體皆設為由小漸增，尤為微小之中所增之積，即微分也；其全積，即積分也。」也就是說，微分意指將物體（如曲線）細分為無數的微小部分，求出變化率；積分意指將這些微小部分累積起來，以得到完整的體積或面積。

## 歷史
现代微积分是在17世纪的欧洲由艾萨克·牛顿和戈特弗里德·萊布尼茨（相互独立，在同一时间首次出版）发展起来的，其元素最先出现在古希腊，再則是在中国和中东，此後是在中世纪的欧洲和印度。
无穷小演算（英語：Infinitesimal calculus）是微积分的早期名称，在17世纪60年代由莱布尼茨和牛顿基于巴罗和笛卡尔等数学家的工作各自独立发展出来。它包括了微分演算和积分演算，分别用来指微分学和积分学的技术。无穷小演算以后发展为标准微积分及非标准分析等体系。
在早期微积分中，无穷小量的使用被认为是不严格的，被一些作者严厉地批评，其中最有名的包括米歇尔·罗尔和贝克莱主教。后者在1734年的著作《分析家》中称它为“已死量的幽灵”。
一些数学家，如麦克劳林，试图去证明使用无穷小量在定理上的完备性。但直到150年后，才由柯西和威尔斯特拉斯完成了这一证明，结束了只能使用模糊的概念去定义无穷小量的历史。

### 古代

阿基米德用穷竭法来计算抛物线下的面积。

在古代数学中，產生了一些引申出後來积分学的思想，但當時對該些思想的探討方式并不严格、系统。埃及的莫斯科数学纸草书（c. 1820 BC）記載了對不同種類的体积和面积的計算，而這即是積分學的目標之一。不過它的公式只屬簡單指示，没有提及推導方法，有的公式也只是粗疏的估算。
積分的起源較早，古希臘時期欧多克索斯（约公元前408-355年）就曾用穷竭法來求面積與體積。阿基米德（约公元前287-212年）用內接正多邊形的周長來窮盡圓周長，而求得圓周率的近似值；也用一連串的三角形來填充拋物線的圖形，以求得其面積。這些都是窮盡法的古典例子。
中国的刘徽在公元三世纪也应用穷竭法求圆的面积。在公元五世纪，祖冲之採用祖暅原理计算出球体积，該原理後來也被称之为卡瓦列里原理。

### 现代
欧洲文藝復興之後，基於實際的需要及理論的探討，積分技巧有了進一步的發展。譬如為了航海的方便，傑拉杜斯·麥卡托發明了所謂的麥卡托投影法，使得地圖上的直線就是航海時保持定向的斜駛線。
在欧洲，基础性的论证来自博納文圖拉·卡瓦列里，他提出体积和面积应该用求无穷小横截面/段的体积/面积的总和来计算。他的想法类似于阿基米德在《方法論》（The Method）所提出的，但是卡瓦列里的著述丢失了，直到20世纪初期再被找到。卡瓦列里的努力没有得到认可，因为他的方法的误差巨大，而且他提出的那些无穷小的量一開始也不獲認同。
17世紀的前半是微積分學的醞釀時期，觀念在摸索中，計算是個別的，應用也是個別的。而後戈特弗里德·威廉·萊布尼茨和艾薩克·牛頓兩人幾乎同時使微積分觀念成熟，澄清微、積分之間的關係，使計算系統化，並且把微積分大規模使用到幾何與物理研究上。
在他們創立微積分以前，人們把微分和積分視為獨立的學科，之後才確實劃分出“微積分學”這門學科。
在对微积分的正式研究中，卡瓦列里提出的無窮小量，與當時在歐洲發展起來的有限差分演算連繫到了一起。皮埃爾·德·費馬声称他借用了丢番图的成就，引入了“准等式”（adequality）概念，表示兩個項在除卻一個無窮小誤差項下等同。而把無窮小量與有限差分演算連繫起來的工作，是由約翰·沃利斯、伊薩克·巴羅和詹姆斯·格雷果里完成的。後兩者在1670年左右證明了微積分第二基本定理。
牛頓的老師伊薩克·巴羅雖然知道微分和積分之間有互逆的關係，但他不能體會此種關係的意義，其原因之一就是求導數還沒有一套有系統的計算方法。古希臘平面幾何的成功對西方數學影響極其深遠：一般認為唯有幾何的論證方法才是嚴謹、真正的數學，代數不過是輔助的工具而已。直到笛卡兒及費馬倡導以代數的方法研究幾何的問題，這種態度才逐漸轉變。可是一方面幾何思維方式深植人心，而另一方面代數方法仍然未臻成熟，實數系統一時不能建立，所以許多數學家仍然固守幾何陣營而不能發展出有效的計算方法，巴羅便是其中之一。牛頓雖然放弃了他老師的純幾何觀點而發展出了有效的微分方法，可是他遲遲未敢發表。雖然他利用了微積分的技巧，由萬有引力及運動定律出發說明了他的宇宙體系，但因害怕當時人們的批評，所以在他1687年的巨著《自然哲学的数学原理》中仍把微積分的痕跡抹去，而以古典的幾何論證方式論述。
牛顿利用了微積分的技巧，由萬有引力及運動定律出發說明了他的宇宙體系，解决天体运动，流体旋转的表面，地球的扁率，摆线上重物的运动等问题。牛顿在解决物理问题时，使用了其独特的符号来进行计算，並提出了乘积法则、链式法则、高阶导数、泰勒级数。在其它著作中，牛顿給出了函數的級數展開式，當中包括分数和无理数的乘幂，而且明显地牛顿知道泰勒级数的原理。但是他没有发表所有的这些发现，因为无穷小方法在当时仍然饱受争议。
上述思想被戈特弗里德·威廉·萊布尼茨整合成为真正的微积分，而牛顿指责前者存在抄袭。莱布尼茨在今天被认为是独立发明微积分的另一人。他的贡献在于成功提供一套明確的規則來處理無窮小的量，能夠允許计算二階或更高階的导数，以微分和积分的形式给出乘积法则和链式法则。与牛顿不同，莱布尼茨很注重形式，往往花上數天決定對概念予以什麼適当的符号。
莱布尼茨和牛顿都被普遍认为是独立的微积分发明者。牛顿最先将微积分应用到普通物理当中，而莱布尼茨創作了不少今天在微積分所使用的符号。牛顿、莱布尼茨都给出了微分、积分的基本規則，二阶與更高阶导数，近似多項式級數的記法等。在牛顿的时代，微积分基本定理是已知的事實。
当牛顿和莱布尼茨第一次发表各自的成果时，数学界就发明微积分的归属和优先权问题爆发一场旷日持久的大争论。牛顿最先得出结论，而莱布尼茨最先将其发表。牛顿称莱布尼茨从他未发表的手稿中盜取了想法，皇家學會的一些成員也跟牛顿持同一觀點。这场大纷争将使数学家分成两派：一派是英国数学家，捍卫牛顿；另一派是欧洲大陆数学家。结果是对英国数学家不利。日后對牛頓和莱布尼茨的論文的小心檢視，證實两人是独立得出自己的结论。莱布尼茨从积分推导，牛顿从微分推导。在今天，牛顿和莱布尼茨被誉为发明微积分的两个独立創始者。不過，“微積分”之名則是萊布尼茨所創。而牛顿将其成果称为“流数术”（method of fluxions）。
微積分實際被許多人不斷地完善，也離不開巴羅、笛卡兒、費馬、惠更斯和沃利斯的貢獻。最早的及最完整的一部有关有限和无穷小分析的著作由瑪利亞·阿涅西于1748年所著。
牛頓和萊布尼茨雖然把微積分系統化，但是它還是不夠嚴謹。可是當微積分被成功地用來解決許多問題，卻使得十八世紀的數學家偏向其應用，而甚少致力於其嚴謹性。當時，微積分學的發展幸而掌握在幾個非常優越的數學家，如歐拉、拉格朗日、拉普拉斯、达朗贝尔及伯努利世家等人的手裡。研究的問題由自然現象而來，所以能以自然現象的數據來驗合微積分的許多推論，使微積分學不因基礎不穩而隱含錯誤。在這一眾數學家的手中，微積分學的範圍很快已超越現在大學初階段所授的微積分課程，而邁向更高深的分析学。 

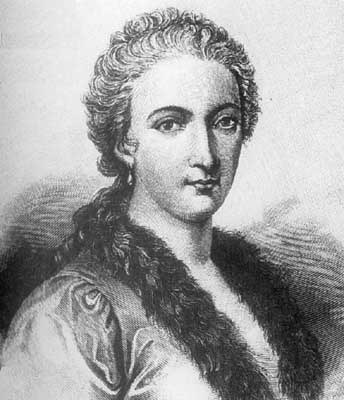
瑪利亞·阿涅西

### 基础
在微积分中，“基础”意味将一个概念从明確的公理和定义中严格地建構出来。早期微积分所使用的无穷小被认为是不严谨的，遭到了一些作者的严厉批评，特别是米歇尔·罗尔和乔治·贝克莱主教。贝克莱因在他1734年出版的《分析学家》（The Analyst）中将无穷小描述为“消失量之鬼”而著名。近代的一篇分析认为莱布尼茨版微积分比起贝克莱的经验主义批評還更严密。为微积分予以嚴謹基礎，成为数学家们在牛顿、莱布尼茨之后几世纪的重要工作，時至今日仍在某程度上是研究的活躍领域。
一些数学家，包括科林·麦克劳林，试图证明使用无穷小是可靠的做法，但直到150多年之后才得以成功。奧古斯丁·路易·柯西和卡尔·魏尔斯特拉斯的工作，实现了对无穷小的記號的回避。微分和积分的基础终于被打下了。在柯西的著作中，可以看到一系列的基础進路嘗試，包括通过无穷小来对连续进行定义，和在微分定義中一个不太精确的函數極限原型。而在魏尔斯特拉斯的著述中，對极限概念作了形式化，回避了无穷小的使用。继魏尔斯特拉斯之后，微积分就常以极限作为基础，而非无穷小了。波恩哈德·黎曼使用这些概念来对积分进行严格定义。在这一时期，微积分的概念也被推廣到欧几里得空间和复平面。
在现代数学里，微积分基础被包含在实变函数论中，后者包括了对微积分理论的完全数学证明。微积分的范围也被大大拓宽了。昂利·勒貝格建立了测度论，以測度概念来定义絕大多數函數（除卻特別病態的函數）上的积分。洛朗·施瓦茨引入了分布概念，可以用其取任意函數的导数。
极限不是对微积分基础唯一的嚴格進路。另一種方法是採用亞伯拉罕·魯濱遜的非标准分析。罗宾逊在1960年左右所採取的進路袭承了牛顿——莱布尼茨的最初概念，借用数理逻辑的技術将实数系统扩大，得以將无穷小和无穷大数包含在內。所得出的數为超实数，可以用它們來對微积分法则作莱布尼茨式的推導。

### 重要性
早期的微积分概念来自于埃及、希腊、中国、印度、伊拉克、波斯、日本，但现代微积分則来自于欧洲。17世纪时，艾萨克·牛顿与戈特弗里德·萊布尼茨在前人的基础上提出微积分的基本理论。微积分基本概念的产生是建立在求瞬间运动和曲线下面积这两个问题之上的。
微分应用包括對速度、加速度、曲线斜率、最优化等的計算。积分应用包括對面积、体积、弧长、质心、做功、压力的計算。更高级的应用包括幂级数和傅里叶级数等。
微积分也使人們更加精确地理解到空间、时间和运动的本质。多个世纪以来，数学家和哲学家都在爭論除以零或无限多個數之和的相關悖论。这些问题在研究运动和面积时常常出现。古希腊哲学家埃利亚的芝诺便給出了好幾個著名的悖論例子。微积分提供了工具，特别是极限和无穷级数，以解决该些悖论。

## 主要概念
微積分主要有三大類分支：極限、微分學、積分學。微積分的基本理論表明了微分和積分是互逆運算，牛頓和萊布尼茨發現了這個定理以後才引起了其他學者對於微積分學的狂熱的研究，而這個發現也使得我們在微分和積分之間可以互相轉換。這個基本理論也提供了一個用代數計算許多積分問題的方法，也就是用不定積分法取代極限運算法。該理論也可以解決一些微分方程的問題，解決未知數的積分。微分問題在科學領域無處不在。
微積分的基本概念還包括函數、無窮序列、無窮級數和連續等，運算方法主要有符號運算技巧，該技巧與初等代數和數學歸納法緊密相連。
微積分被延伸到微分方程、向量分析、變分法、複分析、時域微分和微分拓撲等領域。微積分的現代版本是實分析。

### 極限和无穷小
微積分中最重要的概念是「極限」。微商（即導數）是一種極限。定積分也是一種極限。
從牛頓實際使用它到制定出周密的定義，數學家們奮鬥了200多年。現在使用的定義是魏尔斯特拉斯於19世紀中葉給出的。
數列極限就是當一個有順序的數列往前延伸時，如果存在一個有限數（非無限大的數），使這個數列可以無限地接近這個數，這個數就是這個數列的極限。
數列極限的表示方法是：
{\displaystyle \lim _{n\to \infty }x_{n}=L}
其中{\displaystyle L}就是極限的值。例如當{\displaystyle x_{n}={1 \over 2n}}時，它的極限為{\displaystyle L=0}。就是說{\displaystyle n}越大（越往前延伸），這個值越趨近於{\displaystyle 0}。
微积分通常是透過對很小的數的處理，而發展起來的。历史上，一开始是用无穷小量来做。无穷小量可以被看作是一个数，但是从某种意义上来说，它“无穷小”。一个无穷小数{\displaystyle \mathrm {d} x}能够比{\displaystyle 0}大，但是小于数列{\displaystyle 1}，{\displaystyle {\tfrac {1}{2}}}，{\displaystyle {\tfrac {1}{3}}}，⋯⋯任一个数，以及小于任何正实数。任何整数倍数的无穷小还是无穷小，换句话说，无穷小不满足阿基米德性质。从这角度来看，微积分是一组处理无穷小的技巧，这种方法于19世纪已不被推崇，因为很難使无穷小成為精确概念。但是，这个概念在20世纪由于非标准分析以及光滑无穷小分析的引进被重新提及，非标准分析为无穷小的操作提供了坚实的基础。
在19世纪，无穷小被极限取代，极限描述的是与函数在某一点附近的值有关的值。它描述了函数在某处附近的行为，类似无穷小，但是使用了普通的实数系统。在这种做法下，微积分是一组处理极限的技巧。无穷小被很小的数代替，函数无穷小附近的行为是通过取距离越来越小时的极限来找到的。极限是提供微积分严格的基础最简单的方式，基于这个原因，它是标准的做法。

### 導數
在運動學中，平均速度等於位移除以所花費的時間——在一小段間隔的時間內，除上其位移，等於這一小段時間內的速度，但是當這一小段間隔的時間趨於零，也就是瞬時速度時，則無法按照通常的除法計算，這時的速度為時間的導數，得用求導的方法計算。而引入導数概念前，一般会先引入函数的平均变化率的概念。函数在某点处的平均变化率是指函数在该点处的因变量的增量和自变量的增量的比值。一個函數的自變量趨近某一極限時，其平均变化率的極限即為導數。在速度問題上，距離是時間的因變量，隨時間變化而變化；當時間趨於某一極限時，距離增量除以時間增量的極限即為距離對時間的導數。
導數的幾何意義是該函數曲線在這一點上的切線斜率。

### 微分學

在点处的切线。在曲线上一点的导数是在该点与曲线相切直线的斜率。

曲线一点的导数是在该点与曲线相切直线的斜率。斜率是通过求割线斜率的极限得出的。这里红色的方程是。切线方程为绿色，经过点，斜率。注意图中纵横尺度不等

微分學主要研究的是在函數自變量變化時如何確定函數值的瞬時變化率（導數或微商）。換言之，計算導數的方法就叫微分學。微分學的另一個計算方法是牛頓法，該算法又叫應用幾何法，主要通過函數曲線的切線來尋找點斜率。費馬常被稱作「微分學的鼻祖」。
微分学研究的是一个函数的导数的定义，性质和应用。求出导数的过程被称为求导。给定一个函数和定义域内的一个点，在那个点的导数描述了该函数在那一点附近的表现。通过找出一个函数定义域内每一点的导数，可以生成一个新的函数，叫做原函数的导函数，或者导数。以数学术语說，导数是输入一个函数，输出另一个函数的线性算子。这比許多初等代数里所學的过程更為抽象，初等代数里的函数常常是输入一个数，并输出另一个数。例如，如果在倍增函数中输入{\displaystyle 3}，则输出{\displaystyle 6}，和如果在平方函数中输入{\displaystyle 3}，则输出{\displaystyle 9}。但是，微分能把平方函数作为输入，这意味着微分利用平方函数的所有信息去产生另一个函数（生成的函数是倍增函数）。
导数的最常见的符号是一个类似撇号的符号，叫作“撇（prime）”。从而函数f的导数是{\displaystyle f'}，读作“f一撇（f prime）”。例如，如果{\displaystyle f(x)=x^{2}}是平方函数，那么它的导数{\displaystyle f'(x)=2x}是倍增函数。
如果函数的输入量代表时间，那么导数就代表关于时间的变化。例如，如果f是输入时间，输出那个时间的球的位置的函数，则f的导数就是位置随着时间怎样变化，这就是球的速度。
如果一个函数是线性的（也就是说，如果函数的图像是一条直线），那么这个函数可以写成{\displaystyle y=mx+b}，{\displaystyle x}是自变量，{\displaystyle y}是因变量，{\displaystyle b}是{\displaystyle y}的纵截距，且
{\displaystyle m={\frac {\Delta y}{\Delta x}}.}
这个公式给出一条直线的斜率的一个准确值。如果这个函数的图像不是一条直线，那么{\displaystyle y}的变化量除以{\displaystyle x}的变化量之值随{\displaystyle x}改变。导数给出了输出量关于输入量的变化率这一概念一个确切的含义。具体来说，设{\displaystyle f}是一个函数，并在它的定义域内取一个点{\displaystyle a}，{\displaystyle (a,f(a))}是这个函数图像中的一个点。假设{\displaystyle h}是一个接近于{\displaystyle 0}的数，这时{\displaystyle a+h}是一个接近于{\displaystyle a}的数。所以{\displaystyle (a+h,f(a+h))}是接近于{\displaystyle (a,f(a))}的。这两点间的斜率是
{\displaystyle m={\frac {f(a+h)-f(a)}{(a+h)-a}}={\frac {f(a+h)-f(a)}{h}}.}
这个表达式称为差商。通过曲线上的两个点的一条直线称为割线，所以{\displaystyle m}是{\displaystyle (a,f(a))}和{\displaystyle (a+h,f(a+h))}间割线的斜率。割线仅仅是函数在{\displaystyle a}点行为的一个近似，因为它不能解释函数在{\displaystyle a}到{\displaystyle a+h}之间的情况。通过设定{\displaystyle h}为{\displaystyle 0}来发现函数在{\displaystyle a}处的行为是不可能的，因为这需要除以{\displaystyle 0}，而除以{\displaystyle 0}是不可能的。导数定义为{\displaystyle h}趋向于{\displaystyle 0}时差商的极限，就是说用h可取的所有可能小的值来研究f的行为，并取一个相容的值以適用於当{\displaystyle h}等于{\displaystyle 0}的情況：
{\displaystyle \lim _{h\to 0}{f(a+h)-f(a) \over {h}}.}
几何上，导数是函数{\displaystyle f}在{\displaystyle a}点处切线的斜率。切线是割线的极限，正如导数是差商的极限。因此，导数有时也被称为f的斜率。这里有一个具体的例子，就是求一个平方函数在{\displaystyle x}等于{\displaystyle 3}处的导数。令这个平方函数为{\displaystyle f(x)=x^{2}}：
{\displaystyle {\begin{aligned}f'(3)&=\lim _{h\to 0}{(3+h)^{2}-3^{2} \over {h}}\\&=\lim _{h\to 0}{9+6h+h^{2}-9 \over {h}}\\&=\lim _{h\to 0}{6h+h^{2} \over {h}}\\&=\lim _{h\to 0}(6+h)\\&=6.\end{aligned}}}
平方函数在点{\displaystyle (3,9)}处的切线斜率是{\displaystyle 6}，也就是说，它朝上走的速度是朝右走的速度的6倍。對於平方函数的定义域中的任一点，都可以求得像刚才所描述的极限。因此這定义了平方函数的导函数，也简称为平方函数的导数。以上的一个相似计算表明平方函数的导数是倍增函数。

### 莱布尼茨记号
一个由莱布尼茨引进的常用导数记号，以上面为例，是：
{\displaystyle {\begin{aligned}y&=x^{2}\\{\frac {\mathrm {d} y}{\mathrm {d} x}}&=2x.\end{aligned}}}
在以极限为基础的理论里，记号{\displaystyle {\frac {\mathrm {d} y}{\mathrm {d} x}}}并不理解成两个数的商，而是上面计算的极限的简记。然而，莱布尼茨打算将它表示成两个无穷小數的商，{\displaystyle x}的一个无穷小变化量{\displaystyle \mathrm {d} x}引起了一个无穷小的变化量{\displaystyle \mathrm {d} y}。我们也可以把{\displaystyle {\frac {\mathrm {d} }{\mathrm {d} x}}}看作一个微分算子，它以一个函数为输入，以这个函数的导函数作为输出。例如：
{\displaystyle {\frac {\mathrm {d} }{\mathrm {d} x}}(x^{2})=2x.}
在这个用法中，分母中的{\displaystyle \mathrm {d} x}读作“关于x”。即使微积分理论是用极限的概念，而不是用无穷小的概念发展成的，人们還是常常把{\displaystyle \mathrm {d} x}，{\displaystyle \mathrm {d} y}这类记号当作實數来操作。尽管可以避免这样的操作，但是有时候它们在符号上可以方便地表达全导数这类操作。

### 積分學
積分是微分的逆運算，即從導數推算出原函數，又分為定積分與不定積分。一個一元函數的定積分可以定義為無窮多小矩形的面積和，即等於函數曲線下包含的實際面積。我們也可以用積分來計算平面上一條曲線所包含的面積、球體或圓錐體的表面積或體積等。从技术上来讲，积分学是研究對這兩個相關的线性算子的研究。
不定积分是导数的逆运算，即反导数。当{\displaystyle f}是{\displaystyle F}的导数时，{\displaystyle F}是{\displaystyle f}的不定积分。（这种在公式中使用大小写字母以区分微分积分在数学中很常见。）
定积分输入公式，输出数字，即给出图像与横坐标之间各個面积的代数和。对定积分的技术定义是各個矩形之面积和的极限，又称黎曼积分。
举例：在给定时间内行径的路程：
路程 = 速度 × 时间
如果速度是一定的，那么上述参数简单相乘即可得出结果。但如果速度为变量，那么就不得不使用更强大的公式。其中的一个方式是将行径路程根据时间近似地划分成许多小部分，将每个间距中的时间乘以当时的速度，最后将每个间距所行径的近似路程累计为黎曼和。當中的基本想法是，如果时长间隔很短，那么速度会近似不变。然而，黎曼和只给出行径路程的近似值。我们必须對所有可能的黎曼和取極限，来得出精确的值。

积分可以被视为在两点之间（这里是、之间）求得曲线下的面积，定义为

如果左图中的{\displaystyle f(x)}代表根据时间而改变的速度，那么{\displaystyle a}时间点与{\displaystyle b}时间点之间的路程就可以用阴影区域{\displaystyle s}来表达。
要求得区域面积的近似值，直观的办法就是将{\displaystyle a}、{\displaystyle b}两点之间的路程分割为等长线段，每个线段的长度用符号{\displaystyle \Delta x}来标记。对于每个小线段，我们在方程上找到对应值{\displaystyle f(x)}，记为{\displaystyle h}。如此，以{\displaystyle \Delta x}为底、{\displaystyle h}为高的矩形面积（时间{\displaystyle \Delta x}乘以速度{\displaystyle h}） ，就是通过该线段的路程。和每个线段相关联的是线段上方程的平均值{\displaystyle f(x)=h}。所有矩形的总和就是数轴与曲线之间面积的近似值，即总行径路程的近似值。{\displaystyle \Delta x}的值越小，矩形数量就越多，近似值也就越精确。而如果我们要求得精确值，就必须寻找{\displaystyle \Delta x}的极限，令其数值逼近零。
积分的符号是{\displaystyle \int }，像一个拉长的S（S意味「求和」，sum）。定积分被记为如下：
{\displaystyle \int _{a}^{b}f(x)\,\mathrm {d} x.}
讀作，{\displaystyle f(x)}由{\displaystyle a}到{\displaystyle b}的定积分。莱布尼茨的符号{\displaystyle \mathrm {d} x}意在表述将曲线下的面积分割为无穷多的矩形，以至于他们的宽{\displaystyle \Delta x}变成无穷小的{\displaystyle \mathrm {d} x}。對於建立在极限上的微积分，符号
{\displaystyle \int _{a}^{b}\ldots \,\mathrm {d} x}
应被理解为一個输入函數，输出数字（即面積）的算子。在终端的微分{\displaystyle \mathrm {d} x}不是数字，也不是与{\displaystyle f(x)}相乘—雖然，若作为{\displaystyle \Delta x}极限定义的提醒，可理解為积分裡符號运算的相乘。从形式上来讲，微分說明了函數是關於哪個变量被積分。此外，亦作为积分算子的尾括弧。
不定积分，或反导数，记作：
{\displaystyle \int f(x)\,\mathrm {d} x.}
只相差一個常數的函數有著相同的導數，另外也可以證明一个給定函數的反导数实际上是一個只相差一常数的方程组。例如，考慮函數{\displaystyle y=x^{2}+C}，當中{\displaystyle C}為任意常數，則其導數均為{\displaystyle y'=2x}；后者的反导数可被写为：
{\displaystyle \int 2x\,\mathrm {d} x=x^{2}+C.}
反导数中的未知常数{\displaystyle C}被称为积分常数。

### 微积分基本定理
微积分基本定理（Fundamental Theorem of Calculus）又称微积分基本公式，证实微分和积分互为逆运算。更精确地说，它将一个反导数的具体值与定积分联系起来。因为计算反导数通常比应用定积分定义更加简单，微积分基本公式为计算定积分提供了一个行之有效的方式。它也可以被理解为微分是积分逆运算的精确解释。
微积分基本公式：如果函數f在{\displaystyle \left[a,\;b\right]}区间是连续的，函數F在区间(a, b)的导数是f，那么，
設 {\displaystyle f(x)=F(x)+C.}
{\displaystyle \int _{a}^{b}f'(x)\,\mathrm {d} x=f(b)-f(a).}
{\displaystyle \int f'(x)\,\mathrm {d} x=F(x)+C=F(x)+f(a)-F(a)=f(x),{\text{where }}C=f(a)-F(a),a,C\in \mathbf {R} .}
{\displaystyle {\frac {d}{dx}}\int _{a}^{x}f(t)\,dt=f(x).}
这成为日后数学分析硕果的重要基石。基本公式为计算定积分提供了简单的计算反导数的代数方法，而无须使用其极限定義来計算。它也是解微分方程的雏形。微分方程把一個未知函數與其导数相關連，而在科学的不同領域中，微分方程都很常見。

## 微積分的符號
微分學中的符號「{\displaystyle {\textrm {d}}x}」、「{\displaystyle {\textrm {d}}y}」等，是由萊布尼茨首先使用。其中的{\displaystyle {\textrm {d}}}源自拉丁语中「差」（Differentia）的第一個字母。積分符號「{\displaystyle \int _{}\,}」亦由萊布尼茨所創，它是拉丁语「總和」（Summa）的第一個字母s的伸長（和Σ有相同的意義）。

## 微積分學的應用

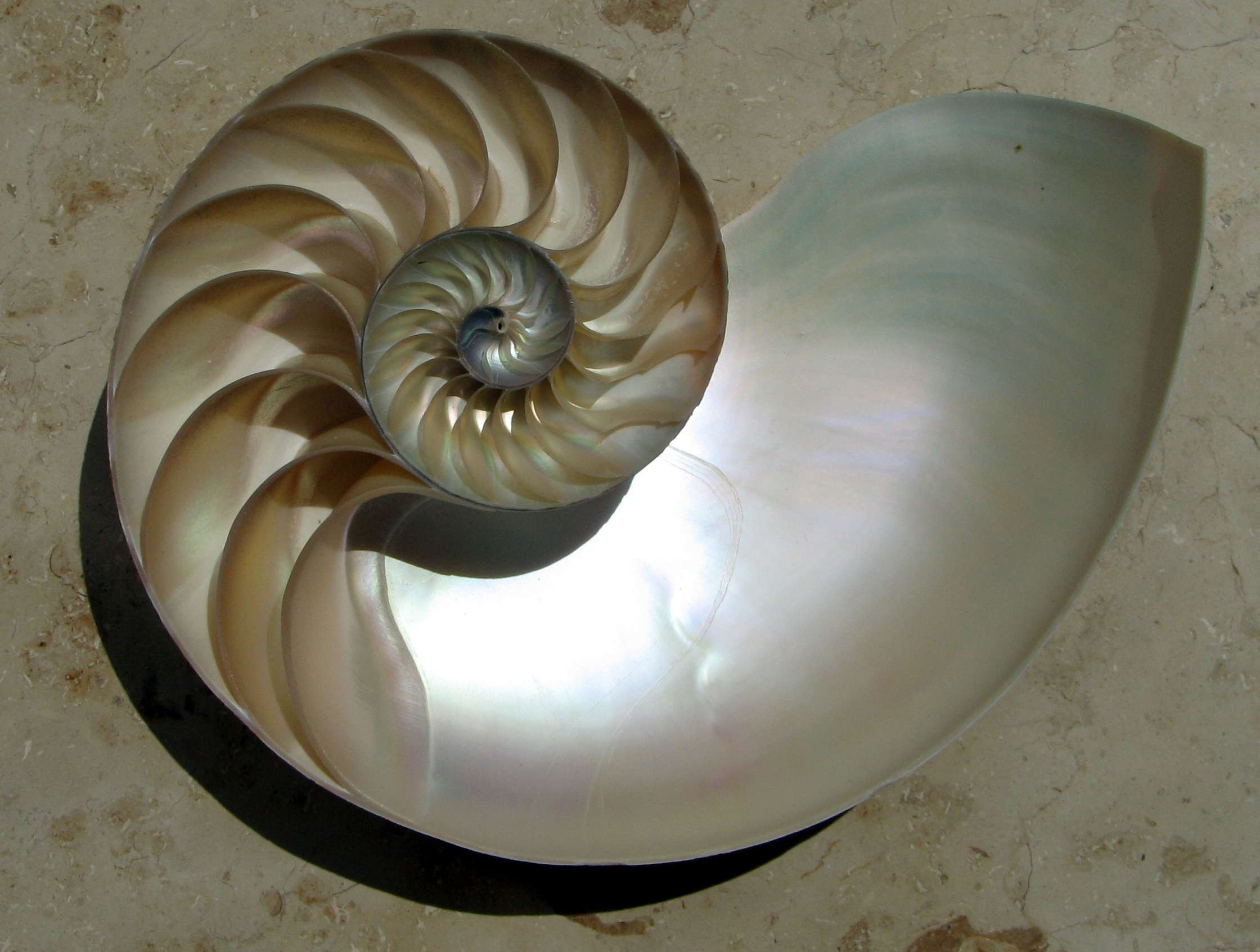
鹦鹉螺的对数螺线是刻劃與微积分相關之增长、变化概念的经典图像

微積分學的發展與應用幾乎影響了現代生活的所有領域。它與大部分科學分支關係密切，包括精算、計算機、衛生、工業工程、商業管理、商務統計、人口統計，特別是物理學；經濟學亦經常會用到微積分學。幾乎所有現代科學技術，如：水利、土木、建築、機械、航海及航空等工業工程類科和醫藥及護理等衛生類科都以微積分學作為基本數學工具。微積分使得數學可以在（非常數）變化率和總改變之間互相轉化，讓我們可以在已知其中一者时求出另一者。
物理學大量應用微積分；古典力學、熱傳和電磁學都與微積分有密切聯繫。已知密度的物體質量、物體的轉動慣量、物體在保守力場的總能量都可用微積分來計算。牛頓第二定律便是微積分在力學中的一個應用例子：它的最初陳述使用了“變化率”一詞，而“變化率”即是指導數。陳述大意為：物體動量的變化率等於作用在物體上的力，而且朝同一方向。今天常用的表達方式是{\displaystyle \mathbf {F} =m\mathbf {a} } ，它包括了微分，因為加速度是速度的導數，或是位置矢量的二階導數。已知物體的加速度，我們就可以得出它的路徑。
麦克斯韦尔的電磁學理論和愛因斯坦的廣義相對論都应用了微分。生物学用微积分来计算种群动态，输入繁殖率和死亡率来模拟种群改变。化学使用微积分来计算反应速率，放射性衰退。
微積分可以與其它數學分支並用。例如，可與線性代數並用，來求得某區域中一組點的“最佳”線性近似。它也可以用在概率論中，來確定由給定密度函數所給出的连续隨機變量之概率。在解析幾何對函數圖像的研究中，微積分可以用來求得最大值、最小值、斜率、凹度、拐點等。
格林公式將一個封閉曲線上的線積分，與一個邊界為{\displaystyle C}且平面區域為{\displaystyle D}的雙重積分聯繫起來。這一點被應用於求積儀這個工具，它用於量度在平面上的不規則圖形面積。例如，它可以在设计住宅擺設时，计算不规则的花瓣床、游泳池所佔的面积。
在医疗领域，微积分可以计算血管最优支角，将血流最大化。通过药物在体内的衰退規律，微积分可以推导出服藥規律。
在经济学中，微积分可以通过计算边际成本和边际收益来确定最大利潤。
微積分也被用於尋找方程的近似值；實踐中，它是在各種應用裡解微分方程、求根的標準做法。典型的方法有牛頓法、定點迭代法、線性近似等。比如：宇宙飛船利用一種歐拉方法的變體来求得零重力環境下的近似航線。

## 学科教育
在美国大学先修课程中，AP微积分AB、BC分别为对应大学一元微积分半年、全年课程。
在香港，微積分是新高中數學科延伸部分課程的一部份，這部分是選修的。
在台灣，普通型高中數學分成「數學甲」與「數學乙」兩種。過去數學甲是自然組數學，三年級下學期才有基礎微積分課程；數學乙是社會組數學，僅有提到極限的概念而已。但自2019年啟用108課綱後，數學甲與數學乙皆從三年級上學期開始教學基礎微積分課程。技術型高中數學分成「數學A」、「數學B」、「數學C」與「數學S」四種，各四冊。數學A是家政數學；數學B商業數學；數學C是工業工程數學；數學S是影視數學，其中「數學A」、與「數學S」皆並未列入，僅「數學B」、「數學C」才有，並在醫、農、理、工、商管學院大學部一年級上、下學期分別開設「微積分 (一) 」、「微積分 (二) 」課程，作為該學院之共同必修課程，也為該學院之各科系將來開設之進階課程奠定基礎，以方便學生修習，同時，也是熱門大學轉學考及碩士班考試，熱門考科之一。

### 列表
- 微积分学主题列表
- 积分表
- 导数列表

### 其它相关议题
| - 预科微积分 - 高等数学 - 数学分析 - 无穷级数 - 微分方程 - 积分方程 | - 複分析 - 微分几何 - 非标准分析 - 随机分析 |

### 补充来源
- 埃里克·韦斯坦因. . MathWorld.
- Larson, Ron; Bruce H. Edwards.  [微积分] 9. Brooks Cole Cengage Learning. 2010. ISBN 978-0-547-16702-2 （英语）.
- McQuarrie, Donald A.  [科学家与工程师们的数学方法]. University Science Books. 2003. ISBN 978-1-891389-24-5 （英语）.
- Stewart, James.  [微积分：超越函数章节提前] 6. Brooks Cole Cengage Learning. 2008. ISBN 978-0-495-01166-8.
- Thomas, George B.; Maurice D. Weir; Joel Hass; Frank R. Giordano.  [微积分] 11. Addison-Wesley. 2008. ISBN 0-321-48987-X （英语）.